# Лосиха (приток Оби)
Лосиха — река в России, протекает по территории Косихинского и Первомайского районов Алтайского края.

## География и гидрология
Лосиха берёт начало в 35 километрах от села Косихи. Собирает родники по пути, а потом впадает в Обь в черте Барнаула. по правому берегу, в 3407 километрах от устья последней. Длина реки составляет 150 км, площадь водосборного бассейна — 1520 км². Место слияния реки с Обской протокой называется «Усть-Лосиха» или «Протока Лапка».
Ширина речного русла реки в наиболее широких частях в пределах 25-30 метров, средние глубины 3-4 метра. Из-за множества родников и ключей вода в реке холодная. На берегах реки произрастает ива, осина, ежевика, малина, калина.
В нижнем течении река подпружена искусственной плотиной Лосихинской оросительной системы высотой около 4 м, созданной в 1982 году для организации полива прилегающих сельхозугодий. Насосная станция и дамба остаются в эксплуатации по настоящее время и расположены между сёлами: Санниково и Покровка, Первомайского района.

## Притоки
- 47 км: Жилиха (пр)
- 91 км: Малая Лосиха (пр)

## Расчистка русла
Для предотвращения связанных с паводком чрезвычайных ситуаций, к июлю 2010 года завершена расчистка, расширение и спрямление русла реки Лосихи. Расчищен участок на протяжении 7104 метра, из них 720 метров на Большой Лосихе и 6384 метров непосредственно на Лосихе. Работы проходили в границах районного центра Косиха.
Помимо Лосихи, проект также включал расчистку рек Каменки и Поперечной, общая стоимость проекта составила более 23 миллионов рублей.

## Данные водного реестра
По данным государственного водного реестра России относится к Верхнеобскому бассейновому округу, водохозяйственный участок реки — Обь от города Барнаул до Новосибирского гидроузла, без реки Чумыш, речной подбассейн реки — бассейны притоков (Верхней) Оби до впадения Томи. Речной бассейн реки — (Верхняя) Обь до впадения Иртыша. Код — 13010200512115200001359.